# NGC 486
NGC 486 је елиптична галаксија у сазвежђу Рибе која се налази на NGC листи објеката дубоког неба.
Деклинација објекта је + 5° 20' 47" а ректасцензија 1h 21m 43,0s. Привидна величина (магнитуда) објекта NGC 486 износи 15,0 а фотографска магнитуда 16,0. NGC 486 је још познат и под ознакама Gxy + star.